# Taenaris delunata
Taenaris delunata är en fjärilsart som beskrevs av Hans Fruhstorfer 1911. Taenaris delunata ingår i släktet Taenaris och familjen praktfjärilar. Inga underarter finns listade i Catalogue of Life.